# Giuseppe Lechi
Giuseppe (Joseph) Lechi, né le 15 décembre 1767 à Aspes, dans la province de Brescia, en Lombardie, mort le 9 juin 1836 à Montirone, est un patriote et général italien de la Révolution et de l’Empire.

## Biographie
Giuseppe Lechi commence sa carrière dans l'armée autrichienne avec le grade de capitaine. Lors de l'arrivée de Napoléon en Italie, il prépare avec ses frères Teodoro et Angelo (sl) et d'autres révolutionnaires bresciani des émeutes qui débutent le 18 mars 1797. Giuseppe entre dans le gouvernement provisoire de Brescia, se nomme général de brigade le 19 mars 1797 et organise la légion bresciana.
Napoléon lui confie différentes opérations en Italie avant de rejoindre Dijon où il participe à la constitution de la Légion italique avec le grade de commandant supérieur aux ordres du général Pietro Teulié. Il rentre en Italie et il participe à la bataille de Marengo le 14 juin 1800, où il est nommé général de division sur le champ de bataille.

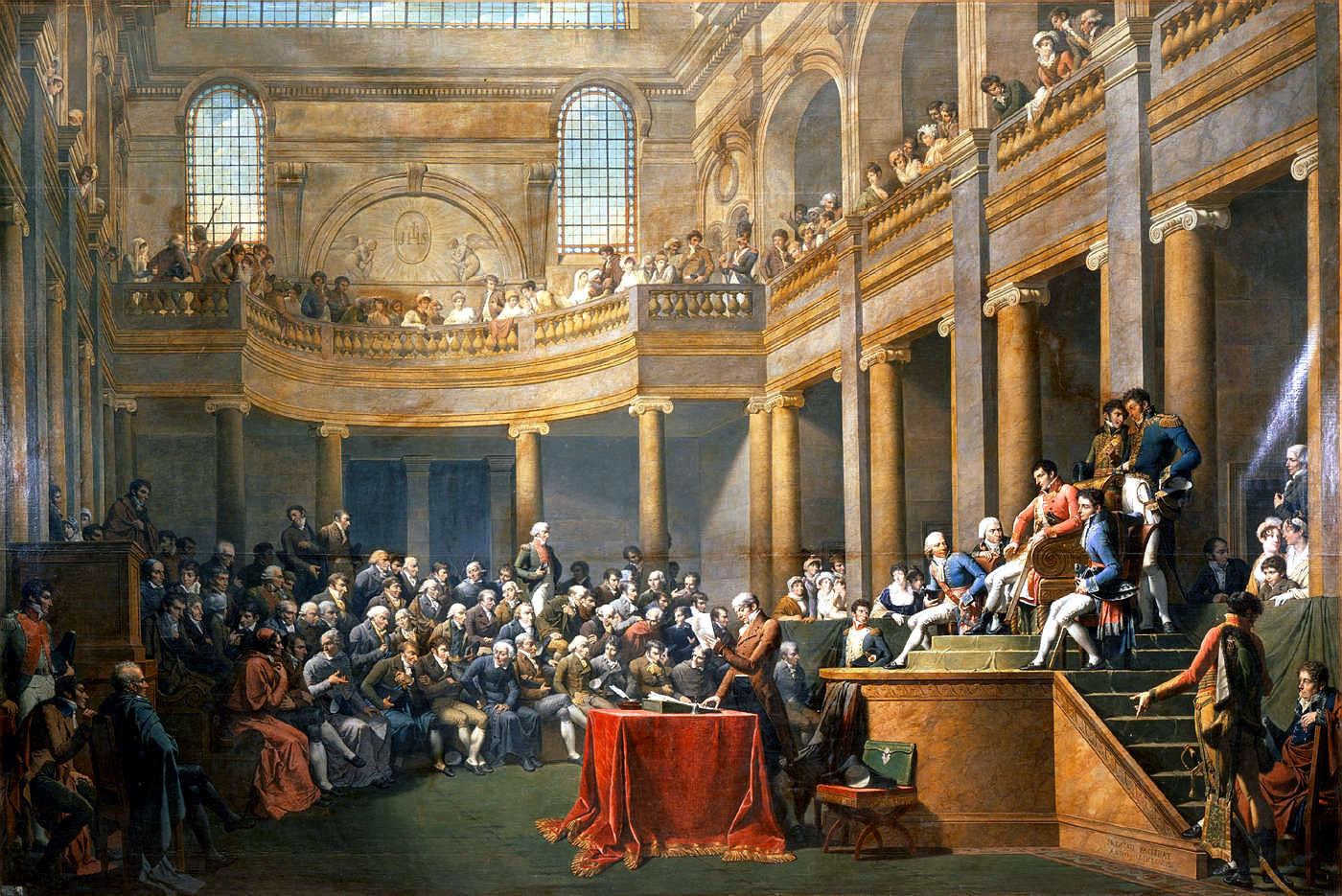
26 janvier 1802,
Le Consulte de la République cisalpine
réunie en comices à Lyon pour décerner la présidence au premier consul,
Nicolas-André Monsiau, 1806-1808.

 Après la courte paix qui suit le traité de Lunéville du 9 février 1801, sous les ordres de Joachim Murat, dont il est de plus en plus proche, il commande une division de la république cisalpine puis entre en politique et participe à la consulte de Lyon qui voit la présidence de la république italienne (1802-1805) confiée au premier consul Napoléon Bonaparte. Il appartient au corps législatif de la république italienne.
Giuseppe Lechi adhère à la franc-maçonnerie et il devient le Grand-maître du Grand Orient de Naples. Dans les années 1808 et 1809, Lechi combat en Espagne au service de Joseph Bonaparte. Il prend Barcelone après un long siège et en devient le gouverneur avant de rentrer à Paris en 1809. 
Lechi retourne à Milan au service de Murat, il devient lieutenant du roi de Naples Joachim Murat lors de la campagne des austro-napolitains contre l’armée de Eugène de Beauharnais. Il est promu au grade d'officier de la Légion d'Honneur le 12 février 1813.
Le 31 janvier 1814 Lechi est nommé gouverneur de Toscane et laisse Livourne à la flotte anglaise.
Après que l'Autriche occupe l'Italie, il participe, en 1815, au côté de Murat à la tentative de reprise en main qui échouera à l'issue de la bataille de Tolentino les 2 et 3 mai 1815. Il connait alors la prison à Ljubljana et à son retour en 1818 il s'installe à Montirone près de Brescia où il meurt du choléra en 1836.